# Lucius (heilige)
De heilige Lucius  (- Rome, 269) behoorde tot een groep van vijftig christensoldaten die in groep de marteldood stierven tijdens de christenvervolgingen van  Claudius II Gothicus. Verdere informatie ontbreekt. Zijn feestdag is op 11 januari.